# Megastraea turbanica
Megastraea turbanica is een slakkensoort uit de familie van de Turbinidae. De wetenschappelijke naam van de soort is voor het eerst geldig gepubliceerd in 1910 door Dall.